# Anastrophyllum
Anastrophyllum, rod jetrenjarki iz porodice Anastrophyllaceae. Na ITIS-ovom popisu nalazi se 18 vrsta rasprostranjenih po svim kontinentima

## Vrste
1. Anastrophyllum alpinum Steph.
2. Anastrophyllum assimile (Mitt.) Steph.
3. Anastrophyllum auritum (Lehm.) Steph.
4. Anastrophyllum ciliatum Steph.
5. Anastrophyllum donnianum (Hook.) Steph.
6. Anastrophyllum ellipticum Inoue
7. Anastrophyllum esenbeckii (Mont.) Steph.
8. Anastrophyllum fissum Steph.
9. Anastrophyllum joergensenii Schiffn.
10. Anastrophyllum lignicola D.B. Schill & D.G. Long
11. Anastrophyllum michauxii (F. Weber) H. Buch
12. Anastrophyllum nigrescens (Mitt.) Steph.
13. Anastrophyllum obtusum Herzog
14. Anastrophyllum piligerum (Nees) Steph.
15. Anastrophyllum rovnoi Mamontov, Heinrichs & Vána
16. Anastrophyllum squarrosum Herzog
17. Anastrophyllum stellatum R.M. Schust.
18. Anastrophyllum tubulosum (Nees) Grolle